# Galumna rugosa
Galumna rugosa är en kvalsterart som beskrevs av Hammer 1968. Galumna rugosa ingår i släktet Galumna och familjen Galumnidae. Inga underarter finns listade i Catalogue of Life.